# Детва (район)
Район Детва (словац. Okres Detva) — район Словакии. Находится в Банскобистрицком крае.

## Население
| Год:        | 1994   | 2004    | 2014    | 2024    |
| ----------- | ------ | ------- | ------- | ------- |
| Broj ljudi: | 34 200 | 33 173  | 32 632  | 30 380  |
| Разница:    |        | −3,00 % | −1,63 % | −6,90 % |

| Год:                | 2023   | 2024    |
| ------------------- | ------ | ------- |
| Количество человек: | 30 562 | 30 380  |
| Разница:            |        | −0,59 % |

### Статистические данные (2001)
Национальный состав:
- Словаки — 97,4 %
- Цыгане — 1,0 %
- Чехи — 0,5 %

Конфессиональный состав:
- Католики — 83,1 %
- Лютеране — 4,6 %